# Ipermestra
Ipermestra és una òpera en tres actes composta per Ferdinando Bertoni sobre un llibret italià de Pietro Metastasio. S'estrenà a Gènova el 1748.
Possiblement fou l'òpera que s'estrenà a Catalunya el 1758 al Teatre de la Santa Creu de Barcelona.
Anys més tard el 1786 el compositor napolità Salvatore Rispoli també va estrenar una òpera amb aquest mateix títol.